# Isla Santa María
L'Isla Santa María è un'isola del Cile centrale, situata lungo la costa dell'oceano Pacifico, di fronte al golfo de Arauco. Appartiene alla regione del Bío Bío e alla provincia di Concepción; è amministrata dal comune di Coronel.
Nella parte settentrionale dell'isola c'è un faro attivo dal 1887. La maggior parte dei 2 200 abitanti dell'isola è concentrata a Puerto Sur che è anche dotato di una pista d'atterraggio. Un altro centro abitato è Puerto Norte. La principale attività locale è la pesca e la raccolta di frutti di mare.

## Geografia
L'isola Santa María è situata a nord della punta Lavapié, che delimita a sud-ovest il golfo de Arauco; si trova a sud-ovest della città di Concepción e 29 km a ovest di Coronel. L'isola  è lunga 11,5 chilometri, in direzione nord-sud, e tra 0,5 e 6,5 km di larghezza, in direzione est-ovest; ha una superficie di 35 km². La sua costa occidentale è formata da scogliere alte 60 metri.
Durante il terremoto del Cile del 2010, di 8,8 gradi nella scala Richter, l'isola di Santa María si è innalzata, insieme al fondale marino, di 1,8 metri.

## Storia
Si stima che l'isola sia stata abitata fin dal 2500 a.C. dal popolo Lafquenche (i Mapuche della costa) che la chiamavano Tralca o Penequen.
Nei viaggi di scoperta degli europei, l'isola fu avvistata da Giovanni Battista Pastene probabilmente nel 1544, ma in ogni caso nel 1550, durante il suo secondo viaggio, e fu lui ad attribuirle il nome attuale.
Durante il XVII, il XVIII e l'inizio del XIX secolo fu uno degli ancoraggi preferiti dei marinai non spagnoli che si avventurarono nel Pacifico americano. Corsari, esploratori, balenieri e trafficanti britannici, olandesi, americani e francesi si rifornivano di acqua e viveri a Santa María, dopo aver attraversato Capo Horn; o, dopo essere approdati a Isla Mocha, cercavano informazioni a Santa María, a causa della sua maggiore vicinanza ai centri abitati di Talcahuano e Concepción. 
Vi sono testimonianze del passaggio sull'isola da parte di Olivier van Noort e di Joris van Spilbergen.
Due secoli dopo, nel 1805, una nave baleniera americana, la Perseverance, attraccata presso l'isola di Santa María, avvistò una nave in difficoltà, la Trial, battente bandiera spagnola. Il capitano e baleniere, Amasa Delano, prestò aiuto e si rese conto che l'imbarcazione stava trasportando degli schiavi che si erano ribellati, prendendo il controllo della nave e costringendo l'equipaggio a riportarli in patria, in Africa. Questo episodio, narrato dal capitano della nave, ha ispirato lo scrittore americano Herman Melville nella stesura del suo romanzo Benito Cereno del 1855.